# Scimitar SL-2
Scimitar SL-2 è un romanzo di Patrick Robinson, tradotto in Italia da Longanesi (2005, traduzione di Andrea Molinari e Paolo Valpolini).

## Trama
Seguito del precedente Barracuda 945, in questo libro Ravi Rashood entra in possesso di 2 missili a testata nucleare, che ribattezza Scimitar SL-2, e minaccia di distruggere le sponde atlantiche di Europa e Nord America provocando un terribile Tsunami. L'ammiraglio Morgan, richiamato dalla pensione, risolverà la situazione.

## Edizioni in italiano
- Patrick Robinson, Scimitar SL-2: romanzo, traduzione di Andrea Molinari e Paolo Valpolini, Longanesi, Milano 2005 ISBN 88-304-2237-1
- Patrick Robinson, Scimitar sl-2: romanzo, traduzione di Andrea Molinari e Paolo Valpolini, Tea, Milano 2007 ISBN 978-88-502-1370-2